# Beat Hotel

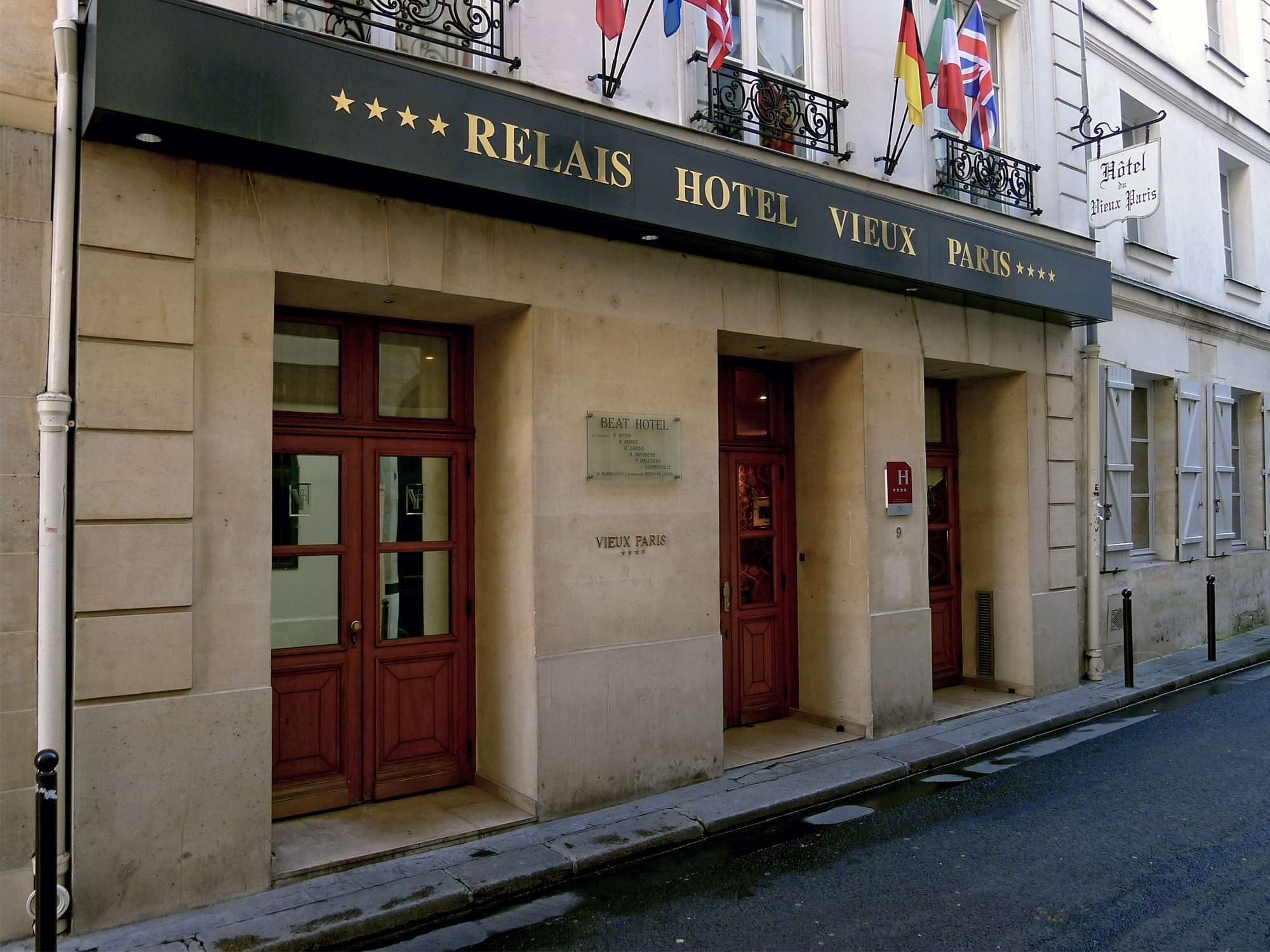
Beat Hotel

El Beat Hotel es el nombre por el que conoció a un pequeño y descuidado hotel de 42 cuartos en 9 Rue Gît-le-Cœur en el Barrio Latino de París, notable principalmente como la residencia para miembros del movimiento poético beat de mediados del siglo XX.
Era un hotel de muy baja calidad, un lugar al que se le requería por ley que cumpliera únicamente con los estándares de salud y seguridad mínimos. El hotel nunca tuvo un nombre real.
Los cuartos tenían ventanas con vista a las escaleras interiores y con poca luz. El agua caliente solo estaba disponible los jueves, viernes y sábados. El hotel ofrecía la oportunidad para bañarse en la única bañera situada en el primer piso siempre y cuando el huésped lo reservara de antemano y pagara el sobrecargo por el agua caliente. Las cortinas y los cobertores de las camas eran cambiados y lavados en cada primavera. Las sabanas se cambiaban (a veces y en un principio) cada mes.
El Beat Hotel era regentado por una pareja de esposos, Monsieur y Madame Rachou, desde 1933. Después del fallecimiento del señor Rachou en un accidente de tráfico en 1957, la señora Rachou lo manejó sola hasta los primeros meses de 1963, cuando el hotel fue cerrado. Además de alquilar cuartos el establecimiento tenía un pequeño bistró en el primer piso. Debido a una temprana experiencia trabajando en un Inn al que frecuentaban Monet y Pissarro, Madame Rachou alentaba a los artistas y escritores a quedarse en el hotel y hasta en ocasiones les permitía pagar la renta con pinturas o manuscritos. Una cosa inusual que agradaba a una clientela de artistas bohemios era que le permitieran pintar y decorar los cuartos rentados de la manera que ellos quisieran. El hotel ganó fama gracias a los escritores y artistas "beat" que se quedaron allí desde finales de la década de los años 50 hasta principios de la siguiente década.
Allen Ginsberg y Peter Orlovsky fueron los primeros en quedarse en el hotel en 1957 [cita requerida] y luego se les unió William S. Burroughs, Harold Norse y Gregory Corso, así como también Sinclair Beiles. Fue aquí que Burroughs completó su libro Almuerzo Desnudo y comenzó su colaboración de por vida con el artista Brion Gysin. Fue aquí también que Ian Sommerville se convirtió en el "asesor de sistemas" y amante de Borroughs. Gynsin le mostró a Burroughs la Técnica Cut-up o de recortes y junto con Sommerville experimentaron con una Dreamachine (Máquina de Sueños) y con cut-ups de grabaciones en cinta. Aquí Norse escribió una novela, Beat Hotel, utilizando técnicas cut-ups. Ginsberg escribió su conmovedor y maduro poema "Kaddish" en el hotel y Corso escribió el poema "Bomba en forma de nube de hongo".
- Datos: Q655072
- Multimedia: Beat Hotel / Q655072